# Johannes Tauler
Johannes Tauler, magyarosan Tauler János, (Strasbourg, 1300 körül – Strasbourg, 1361. június 16.) domonkos szerzetes, aki Eckhart mesterrel és Heinrich Susóval együtt a késő középkori, német nyelvű Rajna-vidék egyik fő misztikusa volt.

## Élete
Strasbourgban született. Fiatalon, 1318-ban, a városában belépett a domonkos-rendbe, mert saját bevallása szerint az aszketikus rendi élet vonzotta.
Lehetséges, hogy miközben a kolostorban tanult, hallotta Eckhart prédikációját. Amikor a rend kölni egyetemének hallgatója volt, közelebbről megismerkedett Eckharttal. 
Tudjuk, hogy Eckhart ott tartott előadást 1326-ban, amikor eretnekséggel vádolták.
Valószínűleg Kölnben ismerte meg Susót is.
Hogy Párizsban is tanult-e, bizonytalan; valószínűleg visszatért Kölnből Strasburgba.
Körülbelül 1339-től 1347-ig vagy 1348-ig Bázelben élt, ahol felvette a kapcsolatot az ún. „Isten barátai”  nevű körrel. A kör olyan személyekből állt, akik a misztikus életet kedvelték, és az „Isten barátai” nevet adták maguknak a János 15:15  alapján. Nördlingeni Henrikkel  együtt a közösség központjába került.
1352-ben visszatért Strassbourgba és ott – illetve más városokban prédikátorként és lelki vezetőként működött. Főleg Köln és Strasbourg között végezte lelkipásztori tevékenységét, különösen a női kolostorokban. Strasbourg volt a lelke egy csoport misztikusnak, köztük Rulman Merswinnek  akinek a gyóntatója volt. Merswin (1307-1382), a korábbi kereskedő, több spirituális mű szerzője lett.

## Tanítása
Tauler misztikusként abban különbözik Eckharttól, hogy sokkal kevésbé foglalkozik a panteizmushoz vezető filozófiai gondolatokkal.
Bár igazhitűségét többször kétségbe vonták, nem mondható panteistának, mert az Istennel való egyesülést nem lényegi, hanem kegyelmi egyesülésnek vallotta.
A gyakorlati kereszténységre fektetette a hangsúlyt, az egyházban elharapózott visszaéléseket pedig szigorúan ostorozta.
A szerzetesi szegénységi ideált „lelki szegénységgé” szublimálta.
A vallásos élet csúcspontját Isten mélységeiben való elmerülésben látta.
Jámborsága, beszédeinek megrázó komolysága nagy hatást gyakorolt hallgatóira. Nagyon elterjedt népi olvasmánnyá vált A szegény Krisztus követéséről írt munkája. A kortársai a doctor sublimis et illuminatus címmel tisztelték meg.
A Luther általi nagyrabecsülésének köszönhetően időnként a reformáció előfutárai közé sorolták.

## Magyarul megjelent művei
- A hazatérés útjelzői. Beszédek a misztikus útról; szerk., bev., jegyz. Buji Ferenc, ford. Révész Mária Magdolna, Buji Ferenc; Paulus Hungarus–Kairosz, Bp.–Szentendre, 2002 ISBN 963-940-654-6, 475 p.